# Berardino Capocchiano
Berardino Capocchiano (Zapponeta, 16 agosto 1965) è un ex calciatore italiano, di ruolo attaccante.

## Caratteristiche tecniche
Centravanti tecnicamente grezzo (come lui stesso ammetteva), era fisicamente imponente e forte nel gioco aereo.

## Carriera
Dopo gli esordi nelle giovanili della Pro Sesto e le prime esperienze tra i dilettanti, con la Carugatese, nel 1987 si trasferisce in Germania per motivi familiari proseguendo l'attività di calciatore nel TSV Havelse e nell'Arminia Bielefeld. Nella stagione 1990-1991 esordisce in Zweite Bundesliga con l'Havelse, con cui realizza 14 reti in 35 partite, e attira l'attenzione della Lazio, che lo acquista nell'estate 1991 come riserva di Rubén Sosa e Karl-Heinz Riedle. Il trasferimento, tuttavia, diventa operativo solo in novembre, a causa di un contenzioso tra la Lazio e il Monaco 1860 (per cui aveva firmato inizialmente) sulla cifra dovuta al club tedesco, che ritarda l'arrivo del transfer.
Esordisce con la maglia laziale nella partita di Coppa Italia contro il Torino, nella quale fallisce l'unica palla-gol costruita dalla formazione biancoceleste. Rimane l'unica presenza fino al febbraio 1992, poiché viene considerato l'ultima scelta per l'attacco da Dino Zoff; debutta nella massima serie il 16 febbraio 1992 contro l'Ascoli, e colleziona in seguito la sua terza e ultima presenza in maglia laziale nel maggio dello stesso anno contro la Sampdoria.
A fine stagione, dopo un'annata globalmente fallimentare, viene ceduto per un miliardo di lire al Bari, appena retrocesso in Serie B. In Puglia ritrova continuità di impiego, disputando 21 partite nel campionato di Serie B 1992-1993, con 4 reti; tuttavia il suo rendimento è ancora inferiore alle attese, provocando la contestazione della tifoseria.
Messo in disparte da Giuseppe Materazzi nella stagione 1993-1994 (6 presenze senza reti), nel 1994 scende in Serie C1 nelle file dell'Avellino, con cui sottoscrive un contratto proporzionale ai gol realizzati. Anche l'avventura in Irpinia si conclude rapidamente: a novembre si sposta al Chieti, altro club di C1, e qui rimane fino al 1996, dopo la scadenza del suo contratto con il Bari. Conclude la carriera con due stagioni tra i dilettanti, con Latina e Rondinella.

## Dopo il ritiro
Lasciato il mondo del calcio, ha intrapreso l'attività di imprenditore; nel 2011 è stato in predicato di far parte di una cordata per l'acquisizione del Piacenza, per poi smentire l'interesse all'acquisto.
Nel 2009 si è candidato alle elezioni per il consiglio provinciale della neonata Provincia di Monza.

## Curiosità
- Era soprannominato dal duo comico pugliese Toti e Tata nelle loro trasmissioni come Il Polpo e Teledurazzo il pibe de piombo.[16]